# Hora Arbel
Hora Arbel (hebrejsky: הר ארבל, Har Arbel) je hora v Dolní Galileji v Izraeli poblíž města Tiberias.
Po zemětřesení, které zde proběhlo, nastalo rozestoupení hory, která se rozdělila na horu Arbel a horu Nitaj. Vrchol hory, která měří 181 m n. m. (cca 390 m nad hladinou Galilejského jezera) dominuje celému okolí (většina oblasti se nachází pod hladinou moře) a z jeho vrcholu lze spatřit téměř celou Galileu až ke Golanským výšinám, včetně Safedu, Tiberiady a většiny Galilejského jezera.

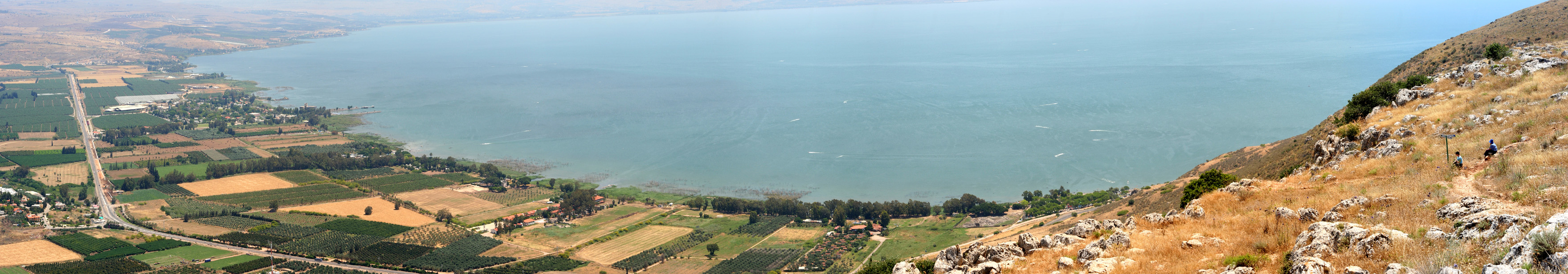
Panoramatický pohled na Galilejské jezero

Jižní svah hory je pozvolný a nacházejí se na něm zemědělské pozemky a pastviny, zatímco na druhé straně je příkrý, přibližně 400 metrů vysoký sráz. Na hoře se nacházejí čtyři osady: Kfar Zejtim, Arbel, Kfar Chitim a Micpa.
Poblíž hory se nacházejí ruiny starověkého židovského osídlení včetně synagogy ze 4. století, s pozůstatky kamenných lavic a sloupů a skalních příbytků vytesaných do samotné hory. Dochované skalní příbytky, které pocházejí ze 17. století byly postaveny Drúzy, nicméně jsou dochované zmínky o skalních příbytcích na tomto území z období Druhého chrámu. Josephus Flavius zaznamenal vítězství římanů nad posledními hasmonejskými rebely, kteří přebývali ve skalách hory Arbel.
Dnes je masiv hory Arbel spolu s horou Nitaj chráněn jakožto národní park, který je součástí Izraelské stezky.